# Alain Guillaume
Alain Guillaume (22 februari 1976) is een Belgische atleet, die gespecialiseerd is in het kogelstoten. Hij veroverde twee Belgische titels.

## Biografie
Guillaume werd in 2007 voor het eerst Belgisch indoorkampioen kogelstoten. In 2008 verlengde hij deze Belgische titel. Hij was aangesloten bij Athlétic Club Bertrix Basse-Semois.

## Belgische kampioenschappen
Indoor
| Onderdeel   | Jaar       |
| ----------- | ---------- |
| kogelstoten | 2007, 2008 |

## Persoonlijke records
Outdoor
| Onderdeel   | Prestatie | Datum           | Plaats  |
| ----------- | --------- | --------------- | ------- |
| kogelstoten | 16,87 m   | 5 augustus 2007 | Brussel |

Indoor
| Onderdeel   | Prestatie | Datum            | Plaats |
| ----------- | --------- | ---------------- | ------ |
| kogelstoten | 16,98 m   | 18 februari 2007 | Gent   |

## Palmares
kogelstoten
- 2005:  BK AC – 16,07 m
- 2006:  BK indoor AC – 15,61 m
- 2006:  BK AC – 16,32 m
- 2007:  BK indoor AC – 16,98 m
- 2007:  BK AC – 16,87 m
- 2008:  BK indoor AC – 16,89 m
- 2008:  BK AC – 16,34 m